# Tourcoing-i csata
A tourcoing-i csata 1794. május 18-án zajlott le az észak-franciaországi Tourcoing városa mellett, Lille közelében. A csatában a franciák győztek Souham és Moreau tábornokok vezetésével a Frigyes Ágost yorki herceg irányította angol és a Frigyes Józsiás szász-coburg-saalfeldi herceg parancsnoksága alatt álló osztrák erők felett.

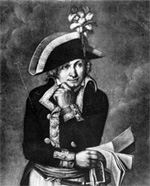
Jean-Charles Pichegru tábornok

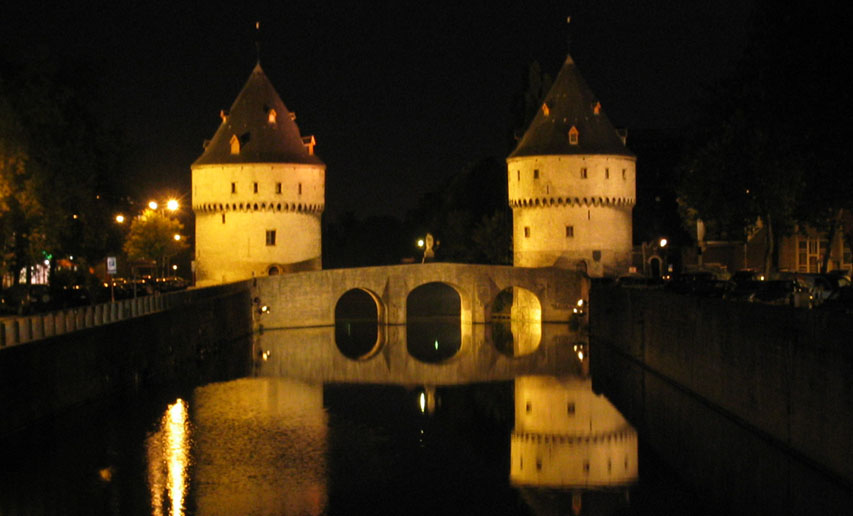
Kortrijk (Courtrai)

## A csata dióhéjban
Az ideiglenesen Souham tábornok által vezetett Pichegru északi hadserege (Armée du Nord) csapott össze az osztrák-brit-német erőkkel Tourcoingnál. Annak ellenére, hogy a szövetséges csapatok  kis számbeli fölényben voltak hiszen szász-coburgi herceg 74 000 emberével felülmúlta Souham  70 000-es francia seregét. (Egy forrás a francia teljes létszámot 82 000 főre teszi.)
Souham  stratégiai kétoldalú átkaroló hadműveletet dolgozott ki, ami magába foglalta a déli irányból, Kortrijk (Courtrai-ból)  támadó Bonnaud hadosztályát és Lille-ből, északkeletről támadó hadoszlopot Von dem Bussche vezetésével, a Rudolf von Otto és a yorki herceg csapatai között. Közben a Moreau vezette sereg feltartóztatta az osztrák Clerfayt gróf, tábornagy támadását északon. Egy nagy kiterjedésű, több négyzetkilométer nagyságú területre terjedtek ki a harcok a Schelde folyótól  nyugatra Flandriában.
Együtt a Jean-Baptiste Jourdannak a fleurusi csatában, június 16-án aratott győzelmével, a tourcoing-i csata jelentette a fordulópontot, amellyel megkezdődött a szövetséges erők evakuálása Flandriából és francia fölény alakult ki Nyugat-Európában.

## Erők
Az északi hadsereg (Armée du Nord) Souham 28 000, Moreau 22 000, Bonnaud 20 000 és Osten 10 000 emberéből állt. A szász-coburgi herceg hadserege három osztrák hadoszlopot alkotott Károly főherceg parancsnoksága alatt (18-1/2 zászlóalj, 6 század), Clerfayt tábornagy és Franz Josef von Kinsky vezetésével. Von dem Bussche irányította a hannoveri erőket (5 zászlóalj, 8 század). A yorki herceg vezette a brit erőket (8 zászlóalj, 6 század),  Hessen–Darmstadt hadseregét (3 zászlóalj, 4 század) és a Hessen–Kassel kontingensét (4 zászlóalj, 8 század).

## Előzmények
Az északi hadsereg Souham és Moreau vezette része keletről nyomult előre, a bal (északi) szárnyat képezve a Lys folyó (Leie) déli partján, Kortrijk (Courtrai) és Aalbeke között. Bonnaud képezte a centrumot egységeivel Lannoynál, Tressinnél és Sainghinnál. Ezen túlmenően a Compere-dandár tartotta Tourcoingot és a Thierry-dandár tartotta Mouscront. Osten hadosztálya  védte Pont-à-Marcqot a jobb (déli) szárnyon. Ezek széttagolva helyezkedtek el a jelenlegi francia–vallon határon (kb. a mai Belgium déli határvidékén).
A szász-coburgi herceg vezérkari főnöke, Karl Mack von Leiberich tábornok támadást javasolt, Souham és Moreau 50 000 fős seregének megsemmisítésére.

## A csata
Május 17-én Clerfayt rátalált az előrenyomulásának ellenálló Dominique Vandamme seregére, aki a Moreau hadosztályának egy dandárját vezette. A yorki herceg jobb oldali hadoszlopa Bussche parancsnoksága alatt elfoglalta Mouscront, de egy francia hadosztály visszaszerezte a települést. A központ hadoszlop Otto irányításával birtokba vette Tourcoing-t. A brit gárdisták dandárjának támadásával, a yorki herceg bal oldali hadoszlopa Ralph Abercromby parancsnoksága alatt lerohanta Lannoyt, Willemst és Mouvaux-t. Kinsky hadoszlopa kelt a Marque folyón Bouvines-nél, de nem sokat tudott elérni. Károly főherceg hadoszlopa későn indult, és alig jutott el Pont-à-Marcqig. Csak Abercromby és Otto érte el a nekik kijelölt pozíciókat estig.
Május 18-án Souham elhatározta, hogy 40 000 emberét a yorki herceg három oszlopa ellen küldi, míg a többi Kinsky, Károly főherceg és Clerfayt tábornagy ellen képezik a másodlagos erőt. Az éjszaka folyamán Clerfayt átkelt a Lys folyó déli partjára. 21 000 embere visszaverte Vandamme 12 000 katonáját, de nem tudott előrenyomulni délre Linselles-en túl. A vereség lehetőségétől megrettenve, Bussche visszavonult a Schelde folyóhoz. Délen, Károly főherceg és Kinsky is szinte teljesen tehetetlen volt, annak ellenére, hogy a Mack szigorú parancsban követelte, hogy masírozzanak Lannoyba.  Ehelyett, Károly főherceg ragaszkodott balszárny és a hátvéd ellenállásához a franciák támadásával szemben.
Hajnalban Souham divíziójának MacDonald vezette dandárja ismételt rohamot indított, hogy visszafoglalja Tourcoing-t Ottótól. A Malbrancq-dandár északról támadta meg Mouvaux-t, míg Bonnaud nyugatról alkalmazott nyomást. Előbb még Otto birtokolta Tourcoing déli házsorainak vonalát, de lassan visszavonult. 11 óra 30 perckor a yorki herceg és Abercromby, elszigetelve egy erős támadás súlya alatt, visszavonult a Mouvaux felé, délkelet felé. Ezzel a harc véget ért. Souham azonnal rendbeszedte fáradt seregét, és felkészült Clerfayt megtámadására, aki azonban felismertem, hogy egyedül maradt, ezért visszahátrált a Lys folyó északi partjára, onnan visszavonult északkelet felé.

## Következmények
A franciák 3000 embert veszítettek és 7 ágyút. A szövetségesek vesztesége 4000 halott vagy sebesült, 1500 hadifogoly és 6 ágyú. A hannoveri gyalogezred csaknem teljesen elpusztult. A szövetségesek vereségének egyszerű oka volt: hiába harcoltak bátran, nagyon kevés volt az együttműködés köztük, és ez okozta a kudarcot. A szövetséges szász-coburgi herceg 74,000 főnyi hadából csak 48 000 vett részt a csatában.

## Fordítás
- Ez a szócikk részben vagy egészben  a   Battle of Tourcoing című angol Wikipédia-szócikk fordításán alapul.  Az eredeti cikk szerkesztőit annak laptörténete sorolja fel. Ez a jelzés csupán a megfogalmazás eredetét és a szerzői jogokat jelzi, nem szolgál a cikkben szereplő információk forrásmegjelöléseként.